# Haut-commissariat de la République en Polynésie française
Le Haut-Commissariat de la République en Polynésie française est un bâtiment situé à Papeete, sur l'île de Tahiti, en Polynésie française. Il abrite les services du haut-commissaire de la République, représentant de l'État français dans cette collectivité.

## Localisation
Le nouveau bâtiment a été inauguré en 2012. Il est situé rue Pouvanaa a oopa à Papeete, à proximité de l'ancien édifice.

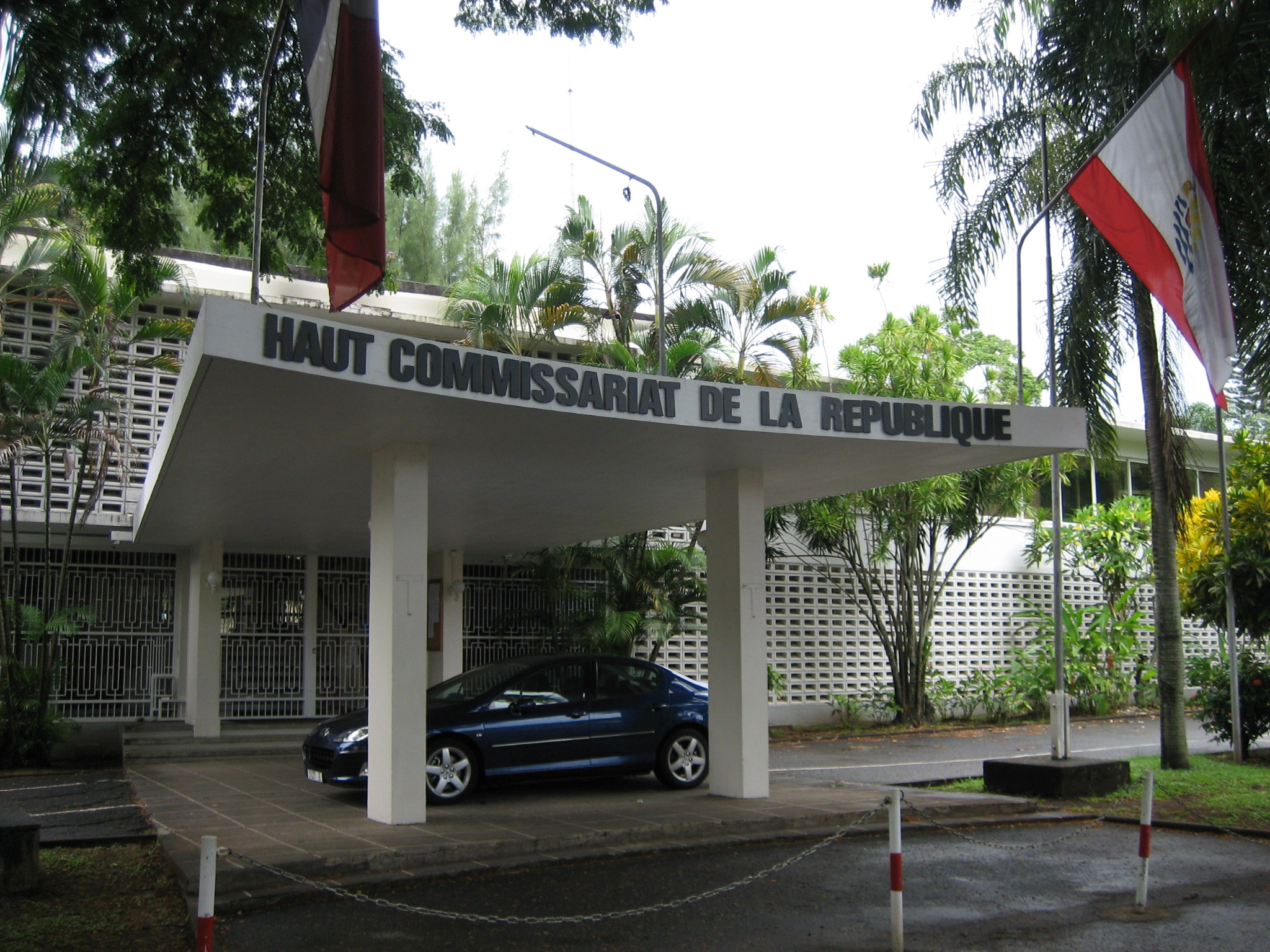
Ancien bâtiment du haut-commissariat de la République à Papeete.

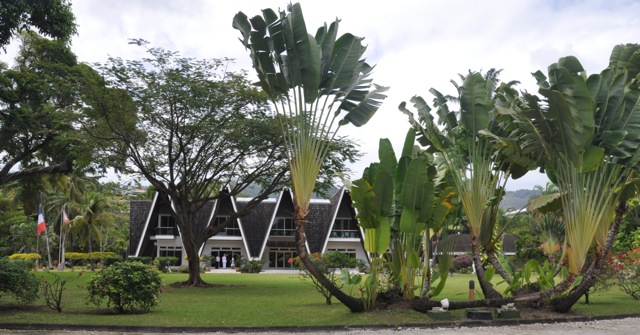
Haut-commissariat côté jardin.